# Castello della Bastardina
Das Castello della Bastardina ist eine spätmittelalterliche Niederungsburg in der Gemeinde Agazzano in der italienischen Emilia-Romagna. Das Gebäude liegt am Fuß des Apennins zwischen den Tälern der Luretta und dem des Tidone in der Nähe des Ufers des Tidone. Der Name der Burg ist von einer Festung im Aostatal, La Bastarda, abgeleitet, die bauliche Ähnlichkeiten mit dem Castello delle Bastardina zeigt.

## Geschichte
Wie man an einigen stilistischen Elementen erkennt, ließ vermutlich der Familienzweig der Scottis die Burg im Spätmittelalter, Ende des 15. Jahrhunderts, errichten, mehr als Prestigeobjekt für den Familienzweig als zur Übernahme von Verteidigungsaufgaben. 1549 verkaufte der Graf Gaspare Scotti sie an Gian Maria Anguissola. Der Kaufvertrag sah allerdings vor, dass die Burg innerhalb von neun Jahren nach dem Verkauf von den Scottis zurückgekauft werden könnte. Als Gaspare Scotti sie zurückerhalten hatte, verkaufte er sie erneut, am 28. Januar 1558, an Marsilio Cremaschi. 1636 wurde der Komplex durch spanische Truppen schwer beschädigt, die in das Territorium von Piacenza vorgedrungen waren.
1667 verkaufte die Familie Cremaschi das Gebäude an Rutilio Trissino und seine Brüder, Angehörige der Familie Trissino aus Lodi, die, seit sie sich 1513 in der Gegend von Piacenza niedergelassen hatte, etliche Güter zwischen Settima, San Giorgio und Santa Franca in ihren Besitz gebracht hatte. Die Käufer verpflichteten sich gegenüber den lokalen Machthabern, die Burg gut zu erhalten. Im selben Jahr wurde die Burg wesentlichen Restaurierungsarbeiten unterzogen. Im Jahre 1700 erhob der Herzog von Parma und Piacenza La Bastardina zur Grafschaft, zusammen mit den benachbarten Orten Mirabello und Grintorto. Es profitierten Francesco und Carlo Trissino, die das Recht garantiert bekamen, den Titel auch an ihre männlichen Erben weiterzureichen.
In den ersten Jahren des 19. Jahrhunderts wurde den Grafen Trissino das Recht gewährt, jährlich in ihrem Lehen einen Viehmarkt abzuhalten, der drei Tage im September dauern sollte. In der gleichen Zeit wurde um das Gebäude ein Italienischer Garten angelegt, der später, 1905, von Luigi Ghezzi in seiner Form verändert wurde.
Im 20. Jahrhundert war der Besitz an der Burg an den Rechtsanwalt Carlo Fabbri, den Gatten der Gräfin Clelia Trissino, dem letzten Nachkommen der Familie, gefallen. In den letzten Jahren dieses Jahrhunderts wurde die Burg in einen Golfclub umgewandelt und erhielt ein Grün mit 9 Löchern, der jedoch geschlossen wurde, nachdem der Club 2015 in Insolvenz ging.

## Beschreibung
Die vollständig aus Ziegeln errichtete Burg hat einen rechteckigen Grundriss mit Ecktürmen, die ihrerseits einen quadratischen Grundriss haben und 1667 niedriger gemacht wurden. Im selben Jahr wurde einer der Türme als Glockenturm der neu gebauten Heiligkreuzkapelle umgebaut. Ein letzter Turm findet sich in der Nähe des Haupteingangs, der ursprünglich mit einer Zugbrücke, etwa in der Mitte der Fassade, ausgestattet war. Ein Teil des Komplexes ist von einem Wassergraben umgeben, wogegen es auch einen Italienischen Garten aus dem 19. Jahrhundert gibt.
Unterhalb des Eingangsturms, auf dessen Archivolte sich ein steinernes Wappen der Trissinos findet, und an dessen Seiten sich einige Schießscharten befinden, gibt es einen Hof, in dem man gelangt, sobald man den Eingangsbogen durchschritten hat. Der Hof ist mit einer Vorhalle mit neun Bögen im Stil des 16. Jahrhunderts ausgestattet. Von dieser Vorhalle gelangt man über eine barocke Treppe in das Hauptgeschoss des Gebäudes, in dem es einige Räume gibt, die mit  Fresken dekoriert sind, darunter die Galerie, die im 18. Jahrhundert von Gian Battista Ercole Vinceslao bemalt wurde.
In der Nähe des Eingangs gibt es einen freien Raum, der in der Neuzeit als Bauernhof diente; der enthält die Kapelle und verschiedene grobe Gebäude in gutem Erhaltungszustand.